# Titularbistum Hólar
Das Bistum Hólar (ital.: diocesi di Hólar, lat. Dioecesis Holarensis) ist ein 1929 gegründetes Titularbistum der römisch-katholischen Kirche.
Es geht zurück auf einen untergegangenen Bischofssitz in dem gleichnamigen isländischen Ort Hólar. Der Bischofssitz war der Kirchenprovinz Nidaros zugeordnet.
| Titularbischöfe von Hólar |                                                                |                                                                            |                    |                    |
| Nr.                       | Name                                                           | Amt                                                                        | von                | bis                |
| 1                         | Martin Meulenberg SMM                                          | Apostolischer Vikar von Island                                             | 28. Juni 1929      | 3. August 1941     |
| 2                         | Jóhannes Gunnarsson SMM                                        | Apostolischer Vikar von Island                                             | 23. Februar 1942   | 17. Juni 1972      |
| 3                         | Gerhard Schwenzer                                              | Apostolischer Vikar von Mittelnorwegen (Trondheim)                         | 29. August 1975    | 29. März 1979      |
| 4                         | James Anthony Griffin                                          | Weihbischof in Cleveland (Ohio) (USA)                                      | 30. Juni 1979      | 8. Februar 1983    |
| 5                         | Lawrence Joyce Kenney                                          | Weihbischof im Militärordinariat der Vereinigten Staaten von Amerika (USA) | 23. März 1983      | 30. August 1990    |
| 6                         | Francisco Javier Errázuriz Ossa Titularerzbischof pro hac vice | Sekretär der Kongregation für die Ordensleute                              | 22. Dezember 1990  | 24. September 1996 |
| 7                         | Mathew Moolakkattu OSB                                         | Weihbischof in Kottayam (Syro-Malabarese) (Indien)                         | 6. November 1998   | 29. August 2003    |
| 8                         | Stanislaw Kazimierz Nagy SCI Titularerzbischof pro hac vice    |                                                                            | 7. Oktober 2003    | 21. Oktober 2003   |
| 9                         | Stanisław Budzik                                               | Weihbischof in Tarnów (Polen)                                              | 24. Februar 2004   | 26. September 2011 |
| 10                        | Marek Solarczyk                                                | Weihbischof in Warschau-Praga (Polen)                                      | 8. Oktober 2011    | 4. Januar 2021     |
| 11                        | Dariusz Zalewski                                               | Weihbischof in Ełk (Polen)                                                 | 24. September 2022 |                    |